# Howard (cognome)
Howard è un cognome di lingua inglese.

## Etimologia
Le origini di Howard sono incerte. Una teoria lo fa derivare dal nome proprio franco-normanno Huard o Heward, introdotto in Inghilterra dopo la conquista normanna del 1066. Secondo un'altra teoria, l'origine sarebbe precedente al VII secolo, dal nome germanico Hughard (composto da hug, "cuore"/"spirito" e hard, "ardito"/"coraggioso"). Un'ulteriore ipotesi fa derivare il cognome dal nome proprio anglo-scandinavo Haward (da ha, "alto", e varthr, "guardiano"). Etimologie correlate sono Hoch-ward ("alto guardiano"), Hof-ward ("guardiano di corte") e Hold-ward ("guardiano di fortezza"). Il cognome (come avviene in molti altri casi nella cultura inglese) è stato successivamente riutilizzato anche come nome proprio di persona.

## Persone

### Cinema
- Bryce Dallas Howard, attrice statunitense
- Leslie Howard, attore britannico
- Ron Howard, attore e regista statunitense
- Terrence Howard, attore statunitense
- Trevor Howard, attore britannico

### Letteratura
- Robert Ervin Howard, scrittore statunitense

### Musica
- Dominic Howard, batterista inglese
- James Newton Howard, musicista ed autore di colonne sonore statunitense
- Pete Howard, batterista inglese
- Bart Howard, compositore statunitense

### Nobiltà
- Howard è il cognome degli duchi di Norfolk nell'Inghilterra

### Politica
- John Howard, uomo politico australiano
- Michael Howard, uomo politico britannico

### Religione
- Edward Henry Howard, Cardinale della Chiesa cattolica

### Sport
- Dwight Howard, giocatore di pallacanestro statunitense
- Juwan Howard, giocatore e allenatore di pallacanestro statunitense
- Josh Howard, giocatore di pallacanestro statunitense
- Jamie Howard, wrestler statunitense
- Mark Howard, giocatore di calcio inglese
- Rhyne Howard, giocatrice di pallacanestro statunitense
- Ryan Howard, giocatore di baseball statunitense
- Stephen Howard, giocatore di pallacanestro statunitense
- Tim Howard, portiere di calcio statunitense

### Storia
- Caterina Howard, quinta moglie di Enrico VIII
- Oliver O. Howard, esponente militare durante la Guerra di secessione americana

### Urbanistica
- Ebenezer Howard, urbanista inglese